# Kabul Serena Hotel
Kabul Serena Hotel er et femstjernet luksushotel i det centrale Kabul i Afghanistan. Det ligger i en have med en udsigt over byens berømte park Zarnegar Park. Hotellet blev oprindeligt bygget i 1945 og har været fuldstændigt renoveret og genåbnet det senere år senest i 2005. Den nye bygning er tegnet af en gruppe arkitekter fra Montreal og siden åbningen i 2005 har hotellet været brugt af medier og politiker. Hotellet huser Australiens ambassade i Afghanistan. To gange har hotellet været udsat for terrorangreb; første gang i januar 2008 og anden gang i marts 2014.
Hotellet har 177 værelser og suiter. Hotellet har også flere restauranter som omfatter bl.a. Café Zarnegar som server mad fra det afghanske køkken og Silk Route fine-dining som serverer mad fra det sydøstasiatiske køkken og Serena konditoriet som serverer hjemmebagt brød kager og bagværk og restauranten Char Chata Lounge.